# Rachel Baes
Rachel Baes (1 de agosto de 1912 - 8 de junio de 1983) fue una pintora surrealista belga. El crecimiento del movimiento de mujeres a finales del siglo XX generó un renovado interés en las artistas femeninas y una mayor apreciación de su trabajo. En 2002, el Museo Real de Bellas Artes de Amberes dedicó una exposición a Baes y a la pintora surrealista franco-belga Jane Graverol.

## Trayectoria
Baes nació el 1 de agosto de 1912 en Bruselas, hija del pintor, escritor e historiador del arte Émile Baes y su esposa. Su padre fue un artista exitoso, conocido principalmente por sus desnudos femeninos erotizados, realizados en un estilo impresionista tardío. Rachel Baes recibió apoyo para su formación artística desde una edad temprana, aunque nunca llegó a estudiar.

## Carrera profesional
En 1929, a los 17 años, Baes logró su primer reconocimiento como artista al exponer obras en el Salón de los Independientes de París. Allí fue una de los miembros del grupo surrealista en torno a René Magritte. Conoció a André Breton, Jean Cocteau, Max Ernst, Georges Bataille, Irène Hamoir y Paul Éluard.
Entre 1936 y 1940, Baes tuvo un romance con Joris Van Severen, líder de Verdinaso, un partido político de extrema derecha en Bélgica. En la mañana del 10 de mayo de 1940, cuando las tropas alemanas invadieron Bélgica, Van Severen fue arrestado junto con otras personas consideradas un peligro para la seguridad nacional de Bélgica. Los hombres arrestados fueron entregados al ejército francés y encarcelados cerca de Abbeville, en Francia. El 20 de mayo de 1940, cuando el ejército alemán que avanzaba cortó el área, un grupo de soldados franceses mató a varios prisioneros belgas a los que vigilaban, incluido Van Severen, un evento recordado como la masacre de Abbeville. Baes publicó en 1965 una biografía de Van Severen bajo el título Joris Van Severen, une âme.
A partir de 1962, Baes se retiró de la vida pública y vivió sola en Huize 't Haentje, hoy conocido como Hotel Malleberg, en Brujas, donde pintó temas locales. Murió en Brujas y fue enterrada en Abbeville, junto a Van Severen.